# Долгоруков-Крымский, Василий Михайлович
Князь Васи́лий Миха́йлович Долгору́ков-Кры́мский (1722—1782) — российский военачальник, московский главнокомандующий (1780—1782). Во время русско-турецкой войны 1768—1774 гг. командовал русской армией, завоевавшей Крым; в память об этом получил победный титул «Крымский». Из рода Долгоруковых. Генерал-аншеф (1762).
Выстроил будущий дом Благородного собрания в Охотном ряду и три подмосковные усадьбы — Полуэктово, Губайлово и Васильевское.

## Начало военной карьеры
Сын сенатора Михаила Владимировича Долгорукова и княжны Евдокии Юрьевны Одоевской. Опала, постигшая его родичей при императрице Анне Иоанновне, коснулась и Долгорукова. На тринадцатом году он был записан солдатом в армию, направленную под начальством фельдмаршала Миниха против Крыма. Записан в драгуны и произведён в капралы в 1735 году. Отличился при взятии Перекопской крепости в 1736 году. Перед штурмом Перекопа Миних пообещал, что первый солдат, взошедший на укрепления живым, будет произведён в офицеры. Первым был юный Долгоруков, получивший за это чин поручика.
Анна Иоанновна по восшествии на престол повелела никому из Долгоруковых чинов не давать, и служить им постоянно в солдатах. Согласно миниатюре Пикуля, Миних при докладе императрице о взятии Перекопской крепости повинился, что дал чин юному Долгорукову, на что получил ответ императрицы: «Не отбирать же мне шпагу у сосунка».
Таким образом, В. М. Долгоруков — единственный из фамилии Долгоруковых, получивший офицерское звание в царствование императрицы Анны Иоанновны.
При Елизавете Петровне Долгоруков начал быстро подвигаться в чинах. В 1741 году он произведён в капитаны, в 1742 году — в секунд-майоры, в 1743 году — в премьер-майоры, в 1745 году в чине подполковника назначен генеральс-адъютантом к своему родному дяде, президенту военной коллегии, генерал-фельдмаршалу князю Василию Владимировичу Долгорукову, а в 1747 году произведён в полковники с назначением командиром Тобольского пехотного полка (командовал полком по 1755 год). В 1748 году с полком участвовал в походе русской армии на Рейн. Согласно «Запискам» князя Я. П. Шаховского, Долгоруков занимал видное положение среди прочих командиров: 

Сии вышеименованные четыре господина полковника (Захар Чернышёв, Вильбоа, Мельгунов и князь Василий Михайлович Долгорукой), тогда уже славившиеся отличным достоинством и своим знатным поведением, от своего генералитета с отменными благосклонностями принимаемы были и почасту с ними в компаниях и в рассуждениях бывали. 

## Семилетняя война
Участвовал в Семилетней войне (1756—1763). Отличился в сражении под Кюстрином (август 1758 года) и в Цорндорфском сражении (1758 год). За доблесть, проявленную в бою под Кюстрином, 18 августа 1759 года произведён в генерал-поручики и награждён орденом святого Александра Невского. В битве под Цорндорф ранен картечью в левую ногу. После лечения возвратился на театр войны, участвовал в Кунерсдорфском сражении 1759. Императрица Екатерина II в день своего коронования 22 сентября 1762 года произвела его в генерал-аншефы. 22 сентября 1767 года получил Орден Андрея Первозванного.

## Русско-турецкая война (1768—1774)

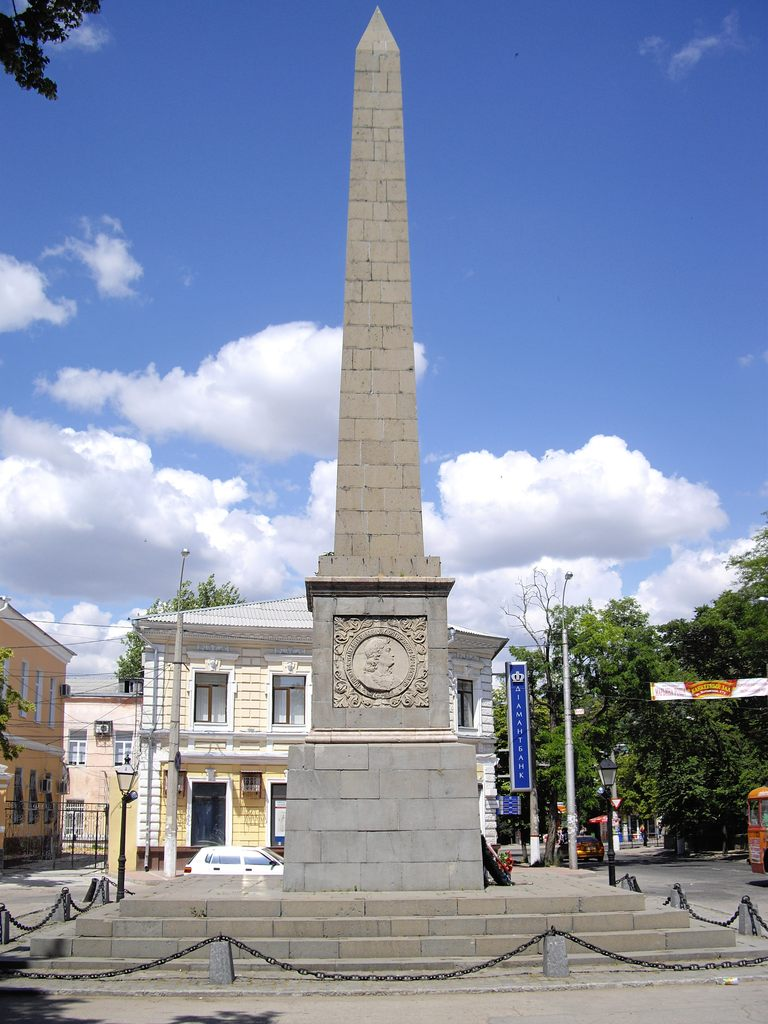
Долгоруковский обелиск в Симферополе, установленный года в честь победы над турецкими войсками русских войск под командованием В. М. Долгорукова

Участвовал в Русско-турецкой войне (1768—1774).
На князя Долгорукова в 1769 году была возложена охрана российских границ с Крымским ханством. В 1770 году он сменил П. Панина на посту командующего 2-й армией. Поскольку крымские татары выступали активными союзниками Турции и направляли турецкой армии подкрепления на берега Дуная, где шли главные сражения войны, императрица поручила Долгорукову занять Крымский полуостров.
25 (14) июня 1771 года он разбил 70-тысячную армию хана Селима III Гирея и овладел Перекопской линией. При Кафе 9 августа (29 июля) 1771 года вторично разбил собранное ханом 95-тысячное войско, чем принудил к сдаче города Арабат, Керчь, Ени-Кале, Балаклаву и Тамань и занял Крым.
За эту победу В. М. Долгоруков 18 (29) июля 1771 был награждён орденом Святого Георгия 1-й степени и драгоценной табакеркой с портретом императрицы Екатерины II, а его сын, Долгоруков, Василий Васильевич (1752)|Василий Васильевич]] 17 августа 1771 года был произведён в полковники.
Крымский хан Селим III Гирей бежал в Стамбул, а на его престол Долгорукий возвёл сторонника России, хана Сахиба II Гирея. Новый хан 1 ноября 1772 года подписал Карасубазарский трактат, провозглашавший Крымское ханство независимым от Османской империи государством, состоящим под покровительством России. С российской стороны документ был подписан князем В. М. Долгоруковым  и генерал-поручиком Е. А. Щербининым.
В дополнение к предшествующим наградам, в день торжественного празднования заключения выгодного для России Кучук-Кайнарджийского мира с Турцией 10 (21) июля 1775 года Долгоруков получил от императрицы шпагу с алмазами, алмазны знаки к ордену Святого Андрея Первозванного и право прибавить к своей фамилии почётное «прозвание» — Крымский.

## Назначение главнокомандующим в Москву
Обиженный (по слухам) тем, что не получил чина фельдмаршала, вышел в отставку и поселился в деревне. Императрица назначила его 11 (22) апреля 1780 года Московским главнокомандующим. Начался период гражданской службы князя в Москве. В этом году завершилось строительство Петровского театра, находившегося на месте современного Большого. В своём стремлении не допустить на сцене «вредных и соблазнительных сочинений» главнокомандующий учредил театральную цензуру, возложив эту ответственную миссию на профессоров Московского университета. Немало полезного было сделано им и в области городского хозяйства. Это прежде всего очистка реки Неглинной и сооружение (1781) первого каменного моста через Яузу, названного Дворцовым. 

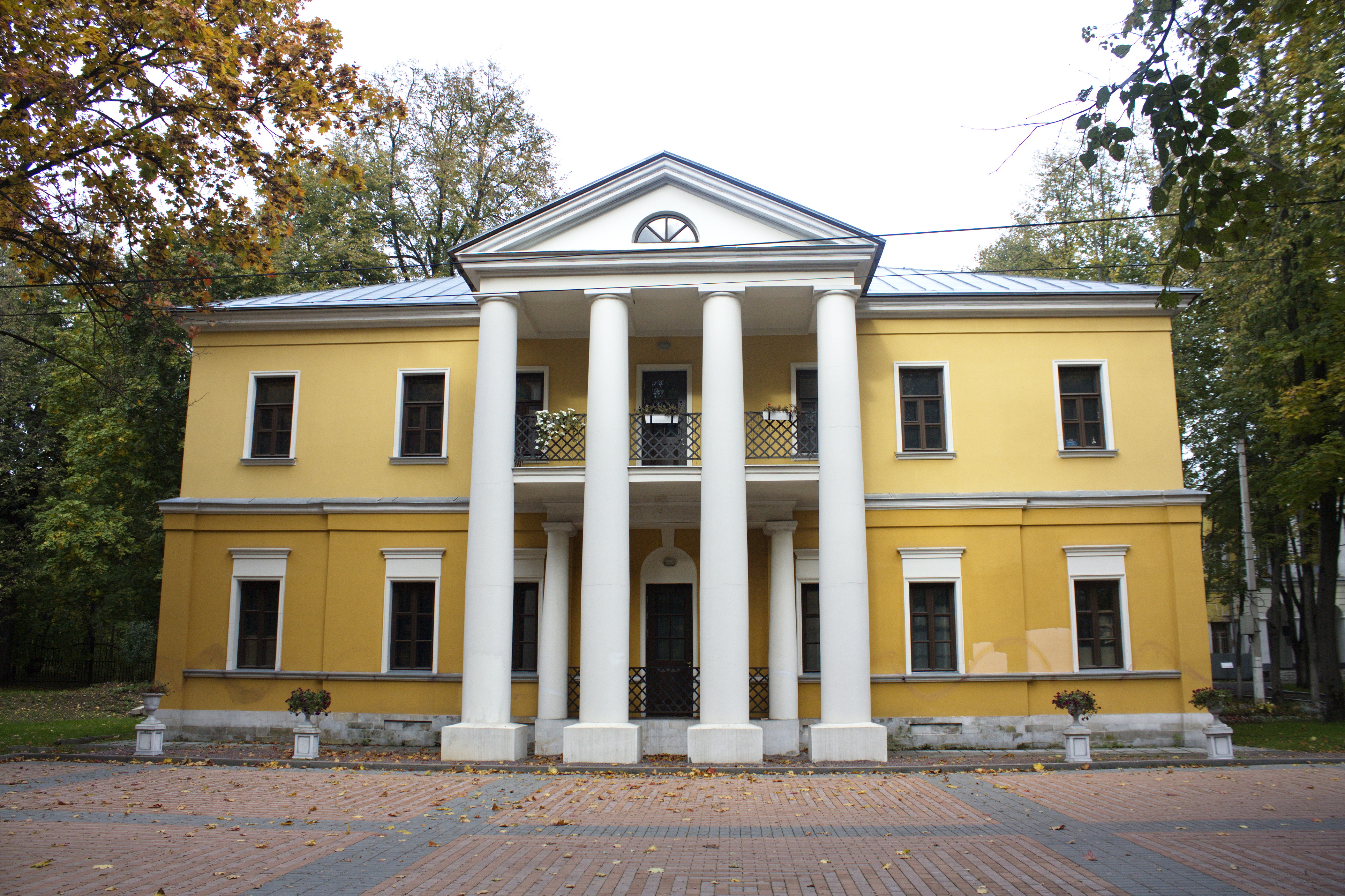
Подмосковный дом В. М. Долгорукова в имении Губайлово

Но особое внимание В. М. Долгорукова было обращено на решение административных вопросов, выполнение екатерининского указа от 4 (15) января 1780 года о подготовке к «открытию Московской губернии». В соответствии с ним начала действовать специальная комиссия по разграничению смежных с Московской губернией территорий. 20 (31) октября 1781 получил распоряжение «о доставлении списка принимаемых и определяемых к должностям достойных людей в поведении», так как занимался подбором чиновников для вновь открываемых присутственных мест в соответствии с «Учреждениями для управления губерний Всероссийской империи» (1775).
Большей частью жил в своей загородной резиденции в селе Васильевском, близ Воробьёвых гор, куда по воскресным дням московская публика съезжалась на гулянья. Был он человеком по-русски щедрым и хлебосольным, к столу своему сажал любого захожего с улицы.
Василий Михайлович умер 30 января 1782 года, не дождавшись присоединения Крыма к Российской империи. Его похоронили в церкви имения Волынщина близ села Полуэктово Рузского уезда Московской губернии.
Ю. Нелединский-Мелецкий сочинил следующую эпитафию:
Прохожий, не дивись, что пышный мавзолей

Не зришь над прахом ты его;

Бывают оною покрыты и злодеи;

Для добродетели нет славы от того!

Пусть гордость тленные гробницы созидает,

По Долгорукове ж Москва рыдает.
В 1784 городской дом В. М. Долгорукова на углу Охотного ряда и Большой Дмитровки был приобретён Благородным дворянским собранием. После проведённой М. Ф. Казаковым перестройки здание стало одним из красивейших столицы. В советское время перестроено под Дом Союзов.

## Семейное положение
Жена (с 1743) — Анастасия Васильевна Волынская (1723—04.01.1805), дочь Василия Ивановича Волынского от его брака с Федосьей Ивановной Головиной (внучка боярина Ивана Фёдоровича Волынского и окольничего Ивана Ивановича Головина). Статс-дама императрицы Екатерины II. В день коронации (15 сентября 1801) Александр I пожаловал ей, как старейшей из статс-дам, Орден Святой Екатерины большого креста (т. е. 1-й степени). Княгиня пережила мужа на 23 года, умерла на 83 году жизни и была похоронена рядом с мужем в Церкви Трёх Святителей рядом со своей загородной усадьбой Волынщина-Полуектово, Рузского уезда Московской губернии (ныне — Рузского городского округа Московской области).
У фельдмаршала Долгорукова-Крымского и его супруги было  2 сына и 3 дочери:
- Евдокия Васильевна  (29 февраля 1744 — 1811). Супруг —  Василий Владимирович Грушецкий — генерал-поручик, действительный тайный советник,  сенатор и кавалер, участник присоединения Крыма к России под началом В. М. Долгорукова-Крымского[5]). Похоронена на кладбище Донского монастыря в Москве, уч. 2, с ней похоронены дети — сын Василий и дочь Анастасия. Там же похоронен и её супруг В. В. Грушецкий. Её миниатюрный портрет размером 4,6x4,3, выполненный гуашью на слоновой кости, до Второй мировой войны находился в Тверской областной картинной галерее. В период войны портрет был похищен и утрачен[K 1][6].
- Михаил Васильевич (1746—1791) — действительный камергер, тайный советник, сенатор.
- Феодосья Васильевна (1747—1825).
- Василий Васильевич (1752—1812) — генерал-поручик, действительный тайный советник, женат на княжне Екатерине Фёдоровне Барятинской (1769—1849).
- Прасковья Васильевна (1754—1826) — статс-дама, замужем за графом Валентином Мусиным-Пушкиным (1735—1804).

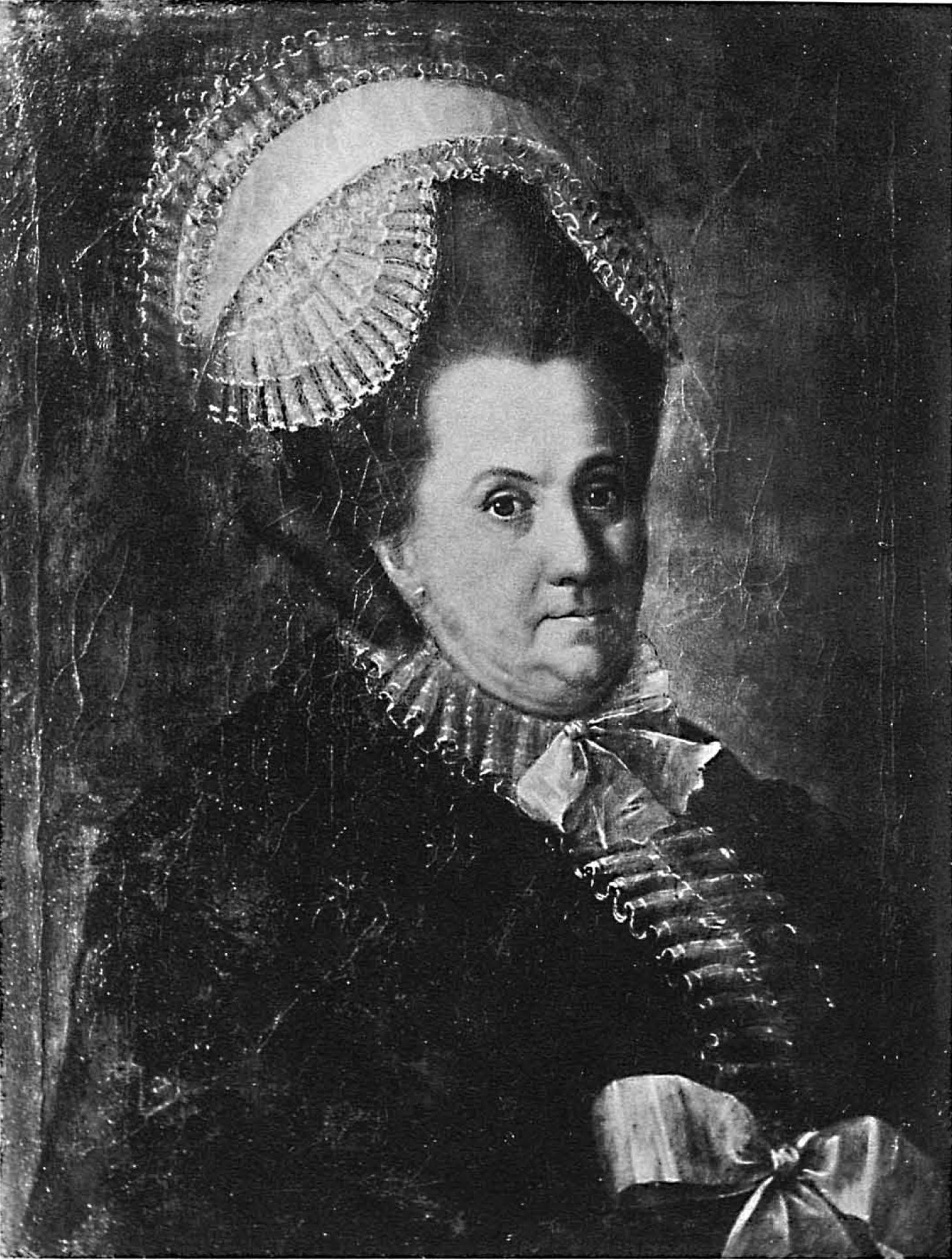
Анастасия Васильевна
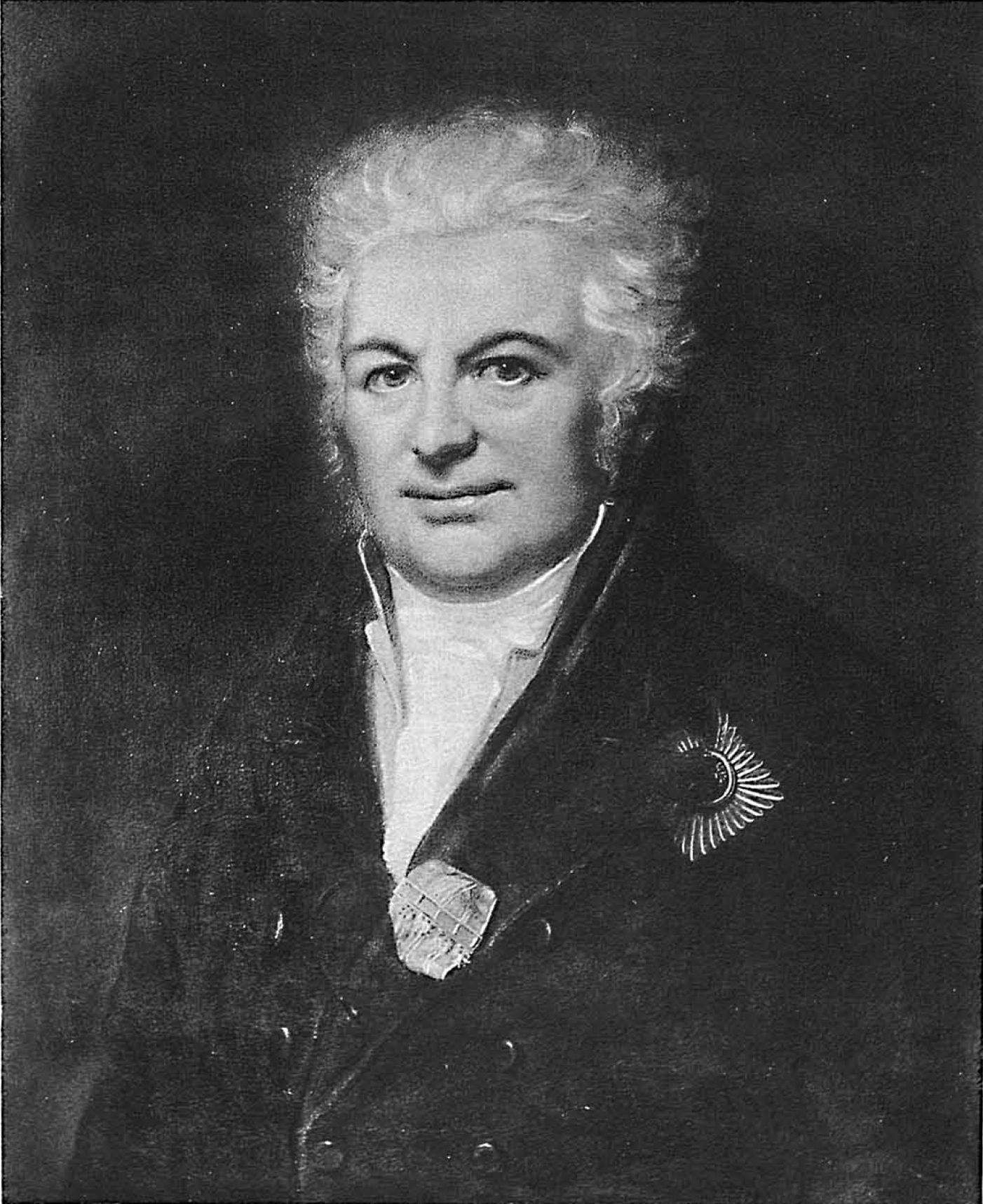
Василий Васильевич
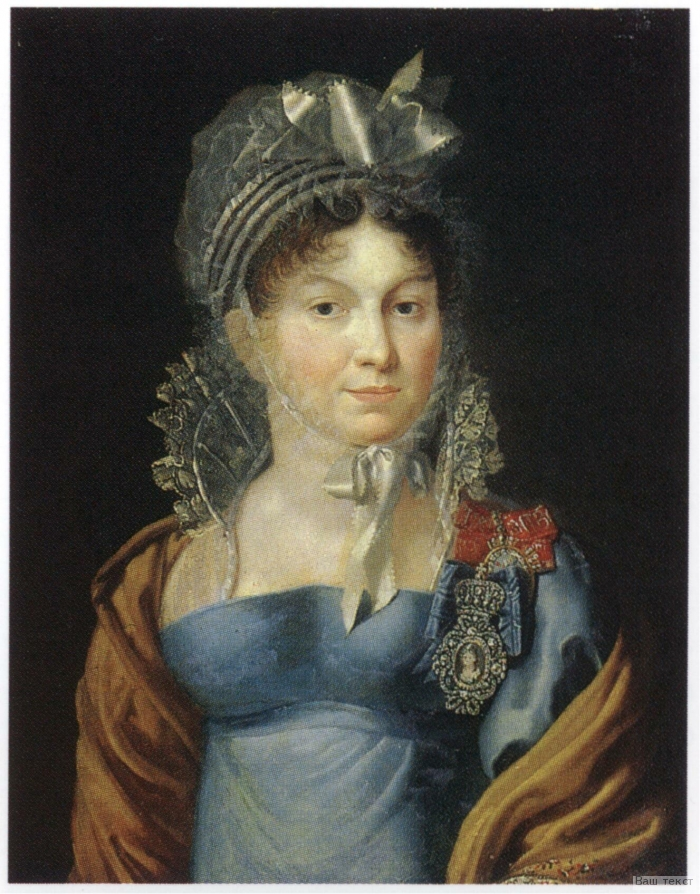
Прасковья Васильевна

## Память

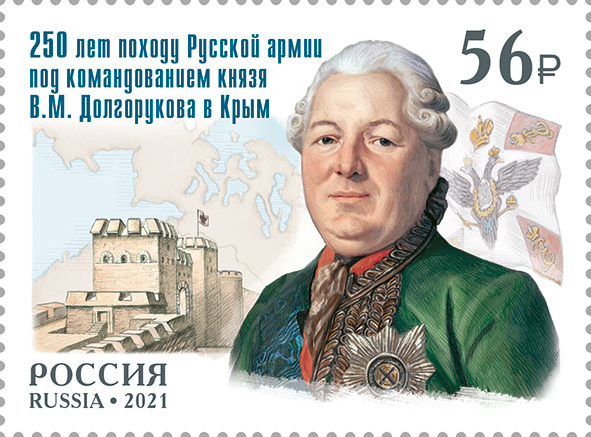
Марка Почты России, 2021 год

- В Симферополе установлен (1842) Долгоруковский обелиск в память освобождения Крыма от турецких захватчиков (ул. В. Долгорукова, на площади перед храмом Александра Невского). На этом месте (1771) находился штаб командующего русскими войсками генерала В. М. Долгорукова.
- Также его именем названа Долгоруковская яйла в Крымских горах.

В 2021 году Почтой России была выпущена марка, посвященная 250-летию похода Русской армии под командованием князя В. М. Долгорукова в Крым.

## Комментарии
1. ↑  Описание портрета: «Изображение выше пояса в поворот влево женщины с карими глазами. На ней белый чепец со спускающимся на лоб и закрывающим уши кружевным рюшем и белым бантом надо лбом, платье белое, закрытое, с кружевным воротником. Фон светло-коричневый»